# Daveed Diggs
Daveed Diggs, född 24 januari 1982 i Oakland, Kalifornien, är en amerikansk rappare, skådespelare, låtskrivare, manusförfattare och filmproducent.

## Biografi
Diggs är mest känd för sin dubbelroll Marquis Lafayette och Thomas Jeffersson i Broadway Musikalen Hamilton. I musikalen slog Diggs rekord som den snabbaste rapparen på Broadway med låten Guns and Ships, där han rappar 19 ord under tre sekunder.
Efter sitt uppträdande i Hamilton, som han vann Tony Award för Bästa manlig biroll i musikal för, blev Diggs väldigt framgångsrik. Han är med i Black-ish som Rainbows bror Johan och han spelar Mr. Browne i filmen Wonder. Diggs är med i den experimentella hip hop-gruppen Clipping. Deras album Splendor & Misery, som handlar om en slav i framtiden som är vilsen i yttre rymden, blev nominerat till Hugo-priset för bäst dramapresentation i kortformat.

## Teater

### Roller
| År   | Roll      | Produktion                                                                   | Regi        | Teater                       |
| ---- | --------- | ---------------------------------------------------------------------------- | ----------- | ---------------------------- |
| 2019 | Mr. Diggs | Freestyle Love Supreme Thomas Kail, Lin-Manuel Miranda och Anthony Veneziale | Thomas Kail | Booth Theatre, New York, USA |